# VV Coendersborg

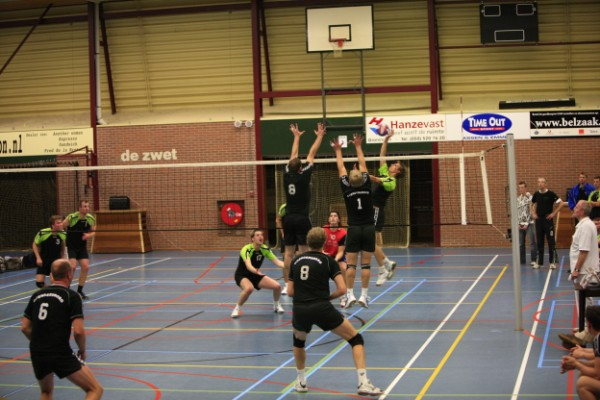
Blokkeeractie in de wedstrijd tegen Ritola

VV Coendersborg is een volleybalvereniging uit de Nederlandse stad Groningen. VV Coendersborg bestaat uit één team en speelt in de regiodivisie.

## Rivaliteit
Grote tegenstrever in Groningen is Lycurgus, ook dit team speelt in de regiodivisie.

## Prijzenkast
| Jaar | Prijzen                                 |
| ---- | --------------------------------------- |
| 1993 | Kampioen 1e klasse seizoen 92/93        |
| 1999 | Kampioen Hoofdklasse seizoen 1998/1999  |
| 2001 | Kampioen Hoofdklasse seizoen 1998/1999  |
| 2002 | Kampioen 3e divisie A seizoen 2001/2002 |
| 2006 | Kampioen 3e divisie A seizoen 2005/2006 |